# Surenburg

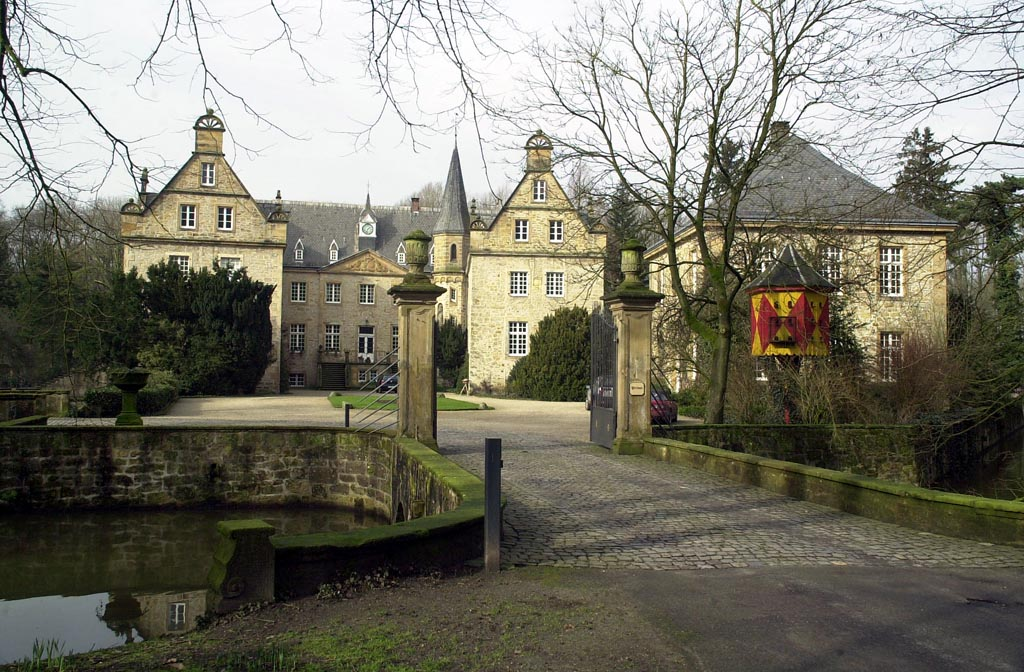
Das Wasserschloss Surenburg

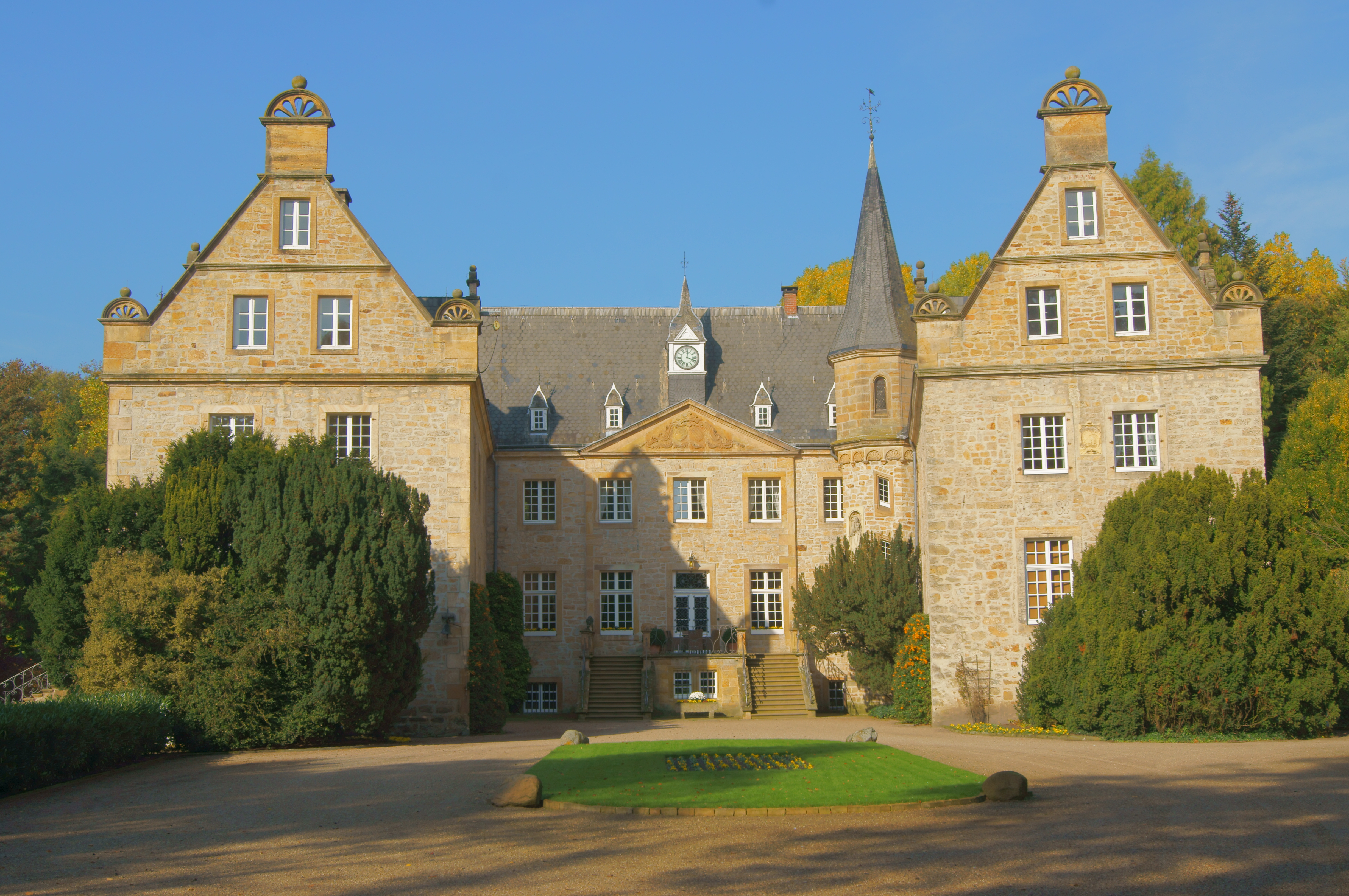
Surenburg, Haupthaus

Die Surenburg, ein Wasserschloss im Tecklenburger Land, liegt in Riesenbeck, einem Stadtteil von Hörstel.

## Geschichte
Über die Entstehung gibt es keine urkundlichen Nachrichten. Es wird vermutet, dass sie als Herrensitz nach der Eroberung Bevergerns durch den Bischof von Münster im Jahre 1400 gegründet wurde. Erstmals urkundlich erwähnt wurde sie 1474 als Wohnsitz der Herren von Langen. 1612 kam sie durch Heirat an die Herren von Münster. 1786 kaufte sie der aus Roermond in den Niederlanden stammende Landedelmann Carl Heinrich Heereman von Zuydtwyck. Seine Nachkommen, heute vertreten durch Philipp Freiherr Heereman von Zuydtwyck, bewohnen sie noch heute.

## Beschreibung
Die Schlossanlage erstreckt sich über zwei Inseln; die Hauptburg liegt westlich der Vorburg. Südlich der Vorburg befindet sich ein Wirtschaftshof. Im Süden der Hauptburg erstreckt sich ein großer, von Gräben eingefasster Garten. Auf der Nordseite der Hauptburg lag eine Bleichinsel mit eigenem Außengraben, Mummenhoff vermutet hier einen früheren Ringwall. Das Herrenhaus besitzt die Form einer nach Osten geöffnete Dreiflügelanlage. Der ältere Nordflügel besteht aus einem zweistöckigen, unterkellertem Bruchsteingebäude mit Dreiecksgiebel. Im Winkel zum daran angebauten Westflügel stand ursprünglich ein Treppenturm, der vor dem 18. Jahrhundert abgebrochen wurde und im 19. Jahrhundert durch den jetzigen ersetzt wurde.

## Baugeschichte
Auf einem Lageplan des 18. Jahrhunderts, der einen Zustand von 1664 wiedergeben soll, ist ein Rundturm abgebildet, der zu einer früheren Anlage gehört haben dürfte. Der älteste bestehende Gebäudeteil ist der nördliche Flügel des Herrenhauses aus der 2. Hälfte des 16. Jahrhunderts. Der Mittelbau und der Südtrakt folgten während der 2. Hälfte des 18. Jahrhunderts. Die Gräfte zwischen Vor- und Hauptburg wurde in der 1. Hälfte des 19. Jahrhunderts verfüllt. Die alten Wirtschaftsgebäude auf der Vorburg wurden 1832 durch die Rentei im klassizistischen Stil ersetzt. Von 1864 bis 1867 wurde an die Rückseite des Wasserschlosses eine Neogotische Kapelle nach Plänen des Kölner Dombaumeisters Hilger Hertel d. Ä. angebaut. Das heutige Erscheinungsbild inklusive des Staffelgiebels im Renaissancestil, des neogotischen Treppenturms und der Freitreppe vor dem Hauptportal ist das Ergebnis von zwischen 1868 und 1881 durchgeführten Umbaumaßnahmen.
Die Wirtschaftsgebäude auf dem Vorburgbereich stammen aus dem 19. und 20. Jahrhundert.